# Quand les hommes vivront d’amour
«Quand les hommes vivront d’amour» (с фр. — «Когда люди будут жить в любви») — песня, написанная квебекским канадцем Реймоном Левеком в 1956 году во время нахождения в Париже: Франция на тот момент второй год вела войну в Алжире.
Согласно результатам опроса радиослушателей во франкоязычных странах эта песня занимает среди песен на французском языке пятьдесят первое место по популярности во Франции и первое в Канаде.
В 2005 году песня также была избрана лучшей песней Квебека всех времён Национальным движением квебекцев (фр. Mouvement national des Québécoises et des Québécois).
Среди исполнявших эту песню артистов — Феликс Леклерк, Жиль Виньо, Люс Дюфо, Селин Дион, Бурвиль, Энрико Масиас, Брюно Пельтье и др. Делались и иноязычные кавер-версии. Так, Эдди Константин исполнил написанный Гансом Фрицем Бекманом немецкий вариант песни: Wenn Liebe auf der Welt regiert (с нем. — «Когда любовь будет править миром»), а Марина Росселл спела песню на каталанском: эта версия получила название Quan tothom viurà d’amor (с кат. — «Когда все будут жить в любви»). Англоязычной кавер-версии песни пока не появилось.

## Альбом 2006 года
В честь пятидесятилетия песни был выпущен одноимённый альбом, который собрал десять исполнений Quand les hommes vivront d'amour и ещё несколько ранних песен Рэймонда Левека.
| №   | Название                                                 | Исполнение                                                       | Длительность |
| --- | -------------------------------------------------------- | ---------------------------------------------------------------- | ------------ |
| 1.  | «Quand les hommes vivront d'amour» (Fête nationale 2001) | Richard Séguin, Bruno Pelletier, Daniel Lavoie и Marie-Jo Thério | 5:41         |
| 2.  | «Quand les hommes vivront d'amour»                       | Eddie Constantine                                                | 2:58         |
| 3.  | «Quand les hommes vivront d'amour»                       | Raymond Lévesque                                                 | 2:47         |
| 4.  | «Quand les hommes vivront d'amour»                       | Marie-Élaine Thibert                                             | 3:52         |
| 5.  | «Quand les hommes vivront d'amour»                       | Bruno Pelletier                                                  | 4:06         |
| 6.  | «Wenn Liebe auf der Welt regiert»                        | Eddie Constantine                                                | 3:34         |
| 7.  | «Quand les hommes vivront d'amour»                       | Offenbach                                                        | 3:51         |
| 8.  | «Quand les hommes vivront d'amour»                       | Luce Dufault                                                     | 4:13         |
| 9.  | «Quand les hommes vivront d'amour»                       | Les Enfoirés                                                     | 3:45         |
| 10. | «J'ai vu le loup, le renard, le lion»                    | Félix Leclerc, Gilles Vigneault и Robert Charlebois              | 2:37         |
| 11. | «Les trottoirs»                                          | Raymond Lévesque                                                 | 2:22         |
| 12. | «La famille»                                             | Raymond Lévesque                                                 | 2:28         |
| 13. | «Bozo les culottes»                                      | Raymond Lévesque                                                 | 2:59         |